# Diglossa brunneiventris
Diglossa brunneiventris  (лат.) — вид птиц из семейства танагровых. Птицы обитают в субтропических и тропических горных кустарниковых зарослях, горных влажных и сильно деградированных лесах, на высоте 2000—4200 метров над уровнем моря. Длина тела 15 см, масса около 11,5 грамм.
Выделяют два подвида:
- Diglossa brunneiventris vuilleumieri — в Андах Антьокии — в северном конце западных Анд и северном конце центральных Анд (Колумбия);
- Diglossa brunneiventris brunneiventris — от южного Кахамарки (к югу от реки Мараньон) южнее до склонов западных Анд, включительно, и до Тарапака (крайний север Чили) и южнее до восточных склон Анд, включительно, до Ла-Паса (западная Боливия).